# Journal of Feelsynapsis
Journal of Feelsynapsis (generalmente abreviado como JoF), fue una publicación científica de divulgación en español, publicada desde 2011 por un grupo de científicos españoles
Era una publicación bimestral y publica artículos de divulgación científica originales en todos los campos de la ciencia, tanto en áreas fundamentales y básicas como en áreas de ciencias aplicadas o de las ciencias sociales.
El redactor jefe actual (2012)  es Enrique Royuela virólogo del Centro Nacional de Microbiología.